# Theales
Theales е разред покритосеменни растения, използван в някои по-стари класификации. В системите на Групата по филогения на покритосеменните неговите представители са включени в няколко други разреда, сред които Ericales, Malvales и Malpighiales.
В класификацията на Кронкуист разред Theales включва следните семейства:
- Actinidiaceae
- Caryocaraceae
- Clusiaceae
- Dipterocarpaceae
- Elatinaceae
- Marcgraviaceae
- Medusagynaceae
- Ochnaceae
- Oncothecaceae
- Paracryphiaceae
- Pellicieraceae
- Pentaphylacaceae
- Quiinaceae
- Scytopetalaceae
- Sphaerosepalaceae
- Tetrameristaceae
- Theaceae – Чаеви